# Autani dei sette fratelli
L'Autani dei sette fratelli, in dialetto locale L'Autani set frei, è una processione religiosa che si svolge a Montescheno. Si tratta di una delle processioni più lunghe e, probabilmente, di una delle più antiche delle Alpi. 

## Storia
L'origine di questa processione è molto antica, anche se è difficile datare con precisione l'anno di inizio. Si ritiene possa risalire a prima della peste del 1640, e c'è chi ipotizza che si sia innestata su antichi riti pagani. La leggenda narra che i primi a percorrere questa processione siano stati sette fratelli del paese, come penitenza. Il termine "Autani" è probabilmente una contrazione dialettale di litanie. Nell'area ossolana anche in altre comunità locali si celebrano processioni denominate autani per la stessa ragione, e la specificazione dei sette fratelli serve per distinguere questa manifestazione religiosa della altre. Negli anni '60 del Novecento, questa tradizione fu rinvigorita dal parroco Antonio Visco. 
L'autani si continua a svolgere ancora oggi, la terza domenica di luglio a Montescheno, ed è un evento molto sentito nel VCO.

## Descrizione
Si tratta di un giro ad anello tra le montagne attorno al paese di Montescheno, a cavallo tra la Valle Antrona e la Val Bognanco. Il suo tracciato misura circa 25 km e comprende un dislivello di 1700 metri. La partenza dei fedeli avviene nelle prime ore del mattino e il ritorno a Montescheno in tarda serata. Nel corso della processione vengono visitati vari alpeggi e i partecipanti eseguono canti religiosi tradizionali in latino, e pregano per la protezione della zona da vari eventi avversi come siccità, alluvioni e valanghe. Il sacerdote officiante benedice per sette volte la terra.  Il percorso della processione è stato segnalato come itinerario escursionistico, con segnavia codice IC04.